# Rodgers & Hammerstein Album
Rodgers & Hammerstein Album — студийный альбом Хелен Меррилл, записанный и выпущенный в 1982 году на лейбле Victor  в Японии и DRG Records в Соединённых Штатах. Для альбома певица записала песни авторства композиторов Ричарда Роджерса и Оскара Хаммерстайна II.
В 1985 году альбом по лицензии JVC официально был выпущен в Советском Союзе фирмой «Мелодия» под названием «Песни Р. Роджерса И О. Хаммерштейна».

## Отзывы критиков
В журнале Billboard написали: «Далекие от своего сценического или, в одном случае, экранного происхождения, девять стандартов воспроизводятся более интимно, чем их обычно. Поддерживает их большой оркестр или нет, великая стилистка всегда доказывает их искренность».
Уильям Рульманн из AllMusic написал: «Хелен Меррилл, этот оксюморон „джазовой певицы“, здесь ставит свой отпечаток на стандарты, создавая альбом, который является триумфом искусства исполнителя над материалом. По большей части Меррилл в сопровождении камерной группы, состоящей из фортепиано, четырёх струнных, валторны, арфы, иногда вибрафона, баса и барабанов, навязывает свой интроспективный балладный стиль даже песням, которые, судя по текстам и их оригинальным аранжировкам, могут показаться более яркими. Конечно, Меррилл пела эту музыку раньше, и не всегда так. В свои пятьдесят она, кажется, намеренно пытается переосмыслить Роджерса и Хаммерстайна для беспокойного, запутанного возраста. Любой, кто знаком с этими песнями будет вынужден подумать о них снова, услышав этот альбом. Ричарду Роджерсу, который умер за два года до того, как альбом был записан, он бы не понравился, как и все джазовые версии его произведений, хотя он, вероятно, одобрил бы медленный темп».

## Список композиций
Слова и музыка всех песен Ричарда Роджерса и Оскара Хаммерстайна II.
1. «It Might As Well Be Spring» — 5:20
2. «Hello Young Lovers» — 4:58
3. «Have Dreamed» — 3:59
4. «People Will Say We’re in Love» — 2:50
5. «Getting to Know You» — 3:12
6. «My Lord and Master» — 3:08
7. «If I Loved You» — 3:33
8. «My Favourite Things» — 2:53
9. «The Sound of Music» — 4:21

## Участники записи
- Аранжировка, дирижёр, продюсер — Торри Зито
- Вокал, продюсер — Хелен Меррилл